# Хипостилна зала
Хипостилна зала, или само хипостил (на гръцки: ὑπόστυλος – поддържан от колони), е зала с покрив върху колони (външни и вътрешни).
Думата „хипостил“ произлиза от древногръцкото „хипостилос“ (ὑπόστυλος ), означаващо „под колони“ (от ὑπό – под, и στῦλος – колона).
Съоръжението представлява голяма и висока зала на храм или дворец, с многобройни, подредени в редици колони. Характерно е за архитектурата на Древен Египет и Персия.
Като архитектурна форма има много приложения, включително в древногръцки храмове и множество азиатски сгради (особено дървени). В комбинация на колони и арки хипостилът е сред основните 2 вида конструкции на джамиите – молитвената зала в много от тях има хипостилна форма. Сред примерите за приложение в ислямската архитектура е Голямата джамия в Кайруан, Тунис.